# Abactochromis labrosus
Abactochromis labrosus е вид лъчеперка от семейство Цихлиди (Cichlidae), единствен представител на род Abactochromis.

## Разпространение
Видът е разпространен в сладководните езера на Малави, Мозамбик и Танзания.

## Описание
Най-големият известен див екземпляр е имал дължина от 119 mm.